# Polyalthia viridis
Polyalthia viridis är en kirimojaväxtart som beskrevs av William Grant Craib. Polyalthia viridis ingår i släktet Polyalthia och familjen kirimojaväxter. Inga underarter finns listade i Catalogue of Life.